# هنري دوهامل
هنري دوهامل (بالفرنسية: Henry Duhamel)‏ هو متسلق جبال فرنسي، ولد في 9 ديسمبر 1853 في باريس في فرنسا، وتوفي في 7 فبراير 1917 في Gières ‏ في فرنسا.